# St. Bonifatius (Mühlhausen)

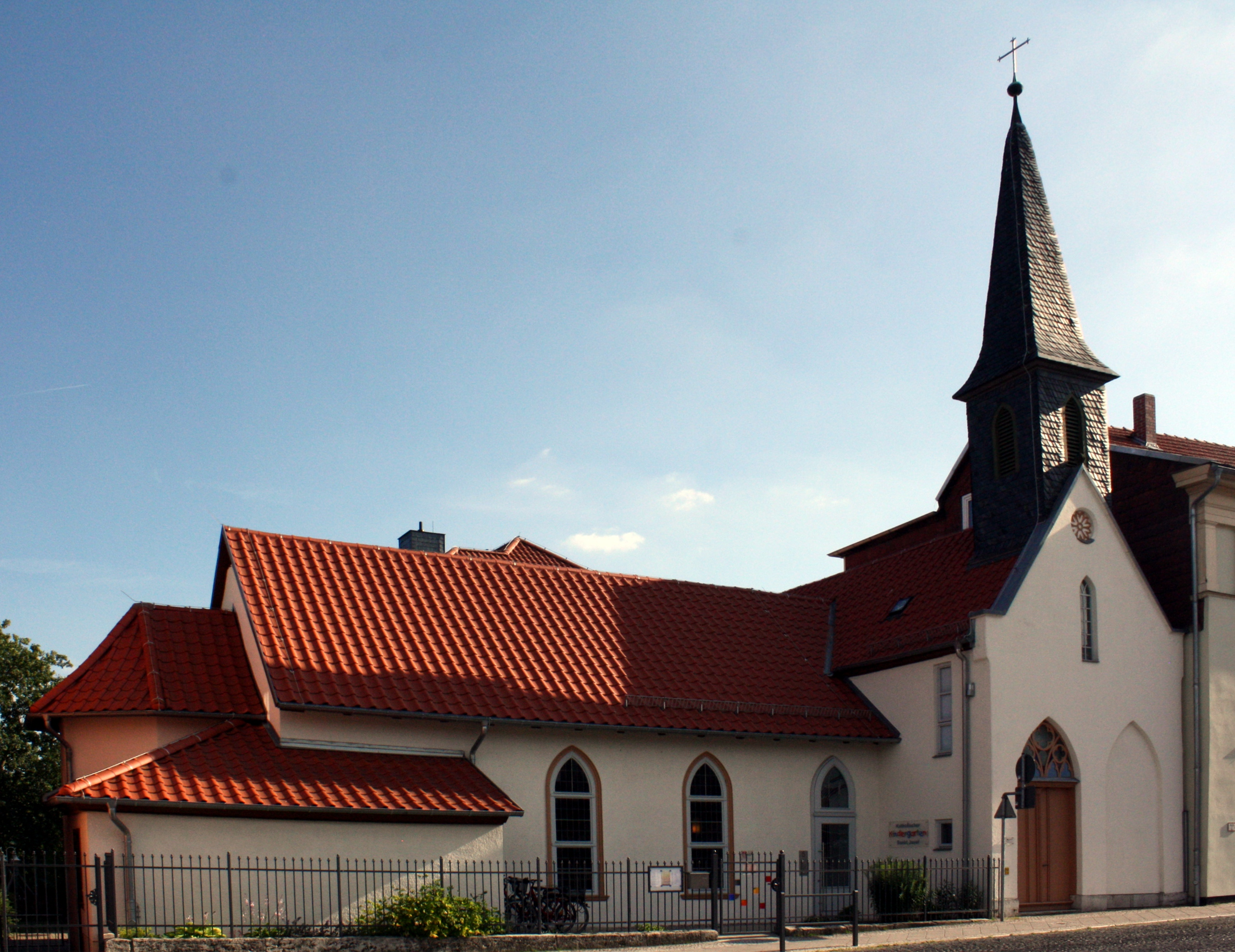
Die Kirche

Die römisch-katholische Filialkirche St. Bonifatius steht in Mühlhausen im thüringischen Unstrut-Hainich-Kreis. Sie ist Filialkirche der Pfarrei St. Josef Mühlhausen im Dekanat Nordhausen des Bistums Erfurt. Sie trägt das Patrozinium der heiligen Bonifatius.

## Lage
Die Kirche befindet sich am Blobach 5.

## Geschichte
1851 wurde das Gotteshaus als Kapelle im neugotischen Stil erbaut. Am 16. November 1851 war die Einweihung. Zu einer Vorgängerin ist in der vorliegenden Literatur nichts bekannt.
1862 wurde das Gotteshaus mit dem Anbau eines Turmes erweitert. 1959 erfolgte entsprechend den Erfordernissen des katholischen Glaubens eine Renovierung mit der Umgestaltung der Kapelle. Mit einem neuen Altar, einem neuen Chorkreuz, einem Beichtstuhl sowie ein neues Lesepult und Priestersitz wurden aus Eisen und Holz gebaut. Tabernakel und Leuchter wurden neu geschaffen.
Im Juni und Juli wurden die Dächer und der Turm neu mit Schiefer eingedeckt. Auch das Turmkreuz wurde erneuert.
Nach einer Bauzeit von einem Jahr wurde das Gotteshaus am 14. Juni 2009 eingeweiht. Ein Teil der Kirche wird auch von dem katholischen Kindergarten genutzt.